# Laoshang
Laoshang (en chino tradicional: 老上; r. 174-160 a. C.), cuyo nombre propio era Jiyu (en chino tradicional: 稽粥), fue un chanyu del Imperio Xiongnu que sucedió a su padre, el Chanyu Modu  en 174 a. C. Bajo su reinado, el Imperio Xiongnu continuó expandiéndose contra los Yuezhi ganando así el control del corredor del Hexi . 

## Nombre
Laoshang en chino significa «viejo y elevado» y es probablemente una traducción de un título de Xiongnu, pero también podría significar un intento de representar fonéticamente una palabra de Xiongnu.

## Biografía
En 177 — 176 a. C., siguiendo las instrucciones de su padre Modu, Jiyu puso fin al peligro de los Yuezhi, tribu de etnia protoindoeuropea, convirtió el cráneo de su rey en una taza de beber, los echó de Gansu y los Yuezhi emigraron hacia el oeste, hasta la zona del valle del río Ilí, desplazando a su vez a las  tribus Sakasque eran tribus escitas o bien un grupo de tribus de origen  iranio que se estaban asentadas allí.
En 174 a. C., El Chanyu Modu murió y Jiyu se convirtió en el Chanyu Laoshang .
El capítulo 110 de  Shiji o «Memorias históricas», dice:

Poco después de esto, Maodun murió y su hijo Jizhu fue creado con el título de Viejo Shanyu. Cuando Jizhu se convirtió en Shanyu[en 174 a.C.], el emperador Wen envió a una princesa de la familia imperial para que fuera su consorte, enviando a un eunuco de Yan llamado Zhonghang Yue para que la acompañara como su tutor.

En 166 a. C., las fuerzas de Xiongnu bajo el mando de Laoshang atacaron Chang'an y se llevaron a un gran número de personas y animales. El año siguiente, el Xiongnu regresó y atacó de nuevo a Chang'an. Un año más adelante, el Xiongnu, también bajo  el mando de Laoshang invadió Gansu y la cuenca del Tarim completamente, expulsando a los Yuezhi y Sakas, que invadieron Bactria y ocuparon Sogdia. Los Yuezhi fueron empujados por los Wusun, literalmente los «nietos de loscuervos», los forzaron a adentrarse más en Sogdia y terminaron por expulsar a los  Sacas, que se dirigieron a Partia y algunos a la India. Un grupo conocido como el Yuezhi Menor huyó al sur de Gansu y se fusionó con la población Qiang. Laoshang también derrotó a un grupo de personas en el norte de Bactria conocido como el Hathal y convirtió el cráneo de su jefe en una taza para beber. Desde esta posición occidental, los Xiongnu hacían redadas anuales a los Han.
En el 161 a. C., Laoshang murió y fue sucedido por su hijo, Junchen Chanyu.